# Наслідки (фільм, 2003)
Наслідки (англ. Consequence) — трилер 2003 року.

## Сюжет
Майку Тайлеру не вистачає кількох мільйонів, але у нього є план. Інсценувавши свою смерть, щоб отримати страховку. Зробивши пластичну операцію, він зайняв місце свого брата. Але він виявляє, що респектабельне життя його брата — зовсім не таке, яким воно здавалася на перший погляд. Тепер Макс Тайлер виявляється в пастці, підготовленій коханкою, найкращим другом і самим найлютішим ворогом брата — усіма, хто жадає його довгої і болісної смерті.

## У ролях
| Актор                    | Роль                                 |
| ------------------------ | ------------------------------------ |
| Арманд Ассанте           | Сем Тайлер / Макс Тайлер / Сем Бернс |
| Лола Глаудіні            | Єва Крус                             |
| Рік Шредер               | Джон Вулф                            |
| Денні Кеог               | Поуп                                 |
| Надя Кречмер             | Кі Тайлер                            |
| Грант Свенбі             | Док                                  |
| Вікторія Марітц          | Венді Хол                            |
| Андре Рутман             | Кроулі                               |
| Маріус Вейерс            | доктор Александр Копп                |
| Драммонд Маре            | доктор Марвін Браун                  |
| Брендан Полекатт         | Морі Ньюман                          |
| Наталі Бекер             | Сьюзен                               |
| Бретт Вайтхед            | Гарроте                              |
| Девід Мюллер             | Дейв Модано                          |
| Глен Аптон               | секретар Вільям Джаспер              |
| Джені Ппай               | жінка в консульстві                  |
| Дін Слейтер              | людина Сема                          |
| Кокей Фалкоу             | людина Сема                          |
| Карен Янсен Ван Ренсбург | блондинка                            |
| Еннікен Трефелт          | блондинка                            |